# Danmark i olympiska sommarspelen 2016
Danmark deltog vid de olympiska sommarspelen 2016 i Rio de Janeiro, Brasilien.

## Medaljer
| Medalj | Namn                                                                 | Sport      | Gren                                  |
| ------ | -------------------------------------------------------------------- | ---------- | ------------------------------------- |
| 1      | Danmarks herrlandslag i handboll                                     | Handboll   | Herrarnas turnering                   |
| 1      | Pernille Blume                                                       | Simning    | Damernas 50 m frisim                  |
| 2      | Kamilla Rytter Juhl Christinna Pedersen                              | Badminton  | Damdubbel                             |
| 2      | Mark Madsen                                                          | Brottning  | Herrarnas grekisk-romersk stil, 75 kg |
| 2      | Jakob Fuglsang                                                       | Cykling    | Herrarnas linjelopp                   |
| 2      | Sara Slott Petersen                                                  | Friidrott  | Damernas 400 meter häck               |
| 2      | Emma Åstrand Jørgensen                                               | Kanotsport | Damernas K-1 1500 meter               |
| 2      | Jacob Barsøe Jacob Larsen Kasper Winther Jørgensen Morten Jørgensen  | Rodd       | Herrarnas lättvikts-fyra utan styrman |
| 3      | Viktor Axelsen                                                       | Badminton  | Herrsingel                            |
| 3      | Lasse Norman Hansen Niklas Larsen Frederik Madsen Casper von Folsach | Cykling    | Herrarnas lagförföljelse              |
| 3      | Lasse Norman Hansen                                                  | Cykling    | Herrarnas omnium                      |
| 3      | Hedvig Rasmussen Anne Andersen                                       | Rodd       | Damernas tvåa utan styrman            |
| 3      | Anne-Marie Rindom                                                    | Segling    | Damernas laser radial                 |
| 3      | Jena Mai Hansen Katja Salskov-Iversen                                | Segling    | Damernas 49er FX                      |
| 3      | Mie Nielsen Rikke Møller Pedersen Jeanette Ottesen Pernille Blume    | Simning    | Damernas 4 × 100 m medley             |

## Simning
| Idrottare                                                 | Gren             | Heat    | Heat      | Semifinal | Semifinal | Final     | Final     |
| Idrottare                                                 | Gren             | Tid     | Placering | Tid       | Placering | Tid       | Placering |
| --------------------------------------------------------- | ---------------- | ------- | --------- | --------- | --------- | --------- | --------- |
| Pernille Blume Julie Kepp Jensen Sarah Bro Mie Ø. Nielsen | 4 × 100 m frisim | 3.39,45 | 12        | i.u.      | i.u.      | Ej vidare | Ej vidare |

| Idrottare    | Gren         | Heat    | Heat      | Semifinal | Semifinal | Final     | Final     |
| Idrottare    | Gren         | Tid     | Placering | Tid       | Placering | Tid       | Placering |
| ------------ | ------------ | ------- | --------- | --------- | --------- | --------- | --------- |
| Anton Ipsen  | 400 m frisim | 3.48,31 | 20        | i.u.      | i.u.      | Ej vidare | Ej vidare |
| Mads Glæsner | 400 m frisim | 3.52,59 | 36        | i.u.      | i.u.      | Ej vidare | Ej vidare |

K = Vidarekvalificerad; NR = nationsrekord; OR = olympiskt rekord; VR = världsrekord